# Bitwa pod Ushant (1794)
Bitwa pod Ouessant lub bitwa pod Ushant została stoczona 1 czerwca 1794 roku pomiędzy Anglią a Francją. W historiografii angielskiej jest nazywana trzecią bitwą pod Ushant lub Wspaniały pierwszy czerwca. 

## Tło
Zacieśniająca się blokada morska wybrzeży francuskich prowadzonych przez flotę brytyjską poważnie pogarszała sytuację ekonomiczną Republiki Francuskiej. W 1793 premier William Pitt Młodszy ogłosił, że żywność także podlega konfiskacie, jako materiał wojenny. Groziło to załamaniem się ruchu rewolucyjnego, który miały swą bazę w uzależnionych od importu żywności miastach. Dla ratowania sytuacji Francuzi zgromadzili wielki konwój ze 117 jednostek, które wyładowano zbożem w portach amerykańskich. Bezpośrednią ochroną konwoju była eskadra adm. Pierre'a van Stabela (2 liniowce, 4 fregaty).
Brytyjczycy, dowodzeni przez adm. Richarda Howe'a mieli za zadanie przechwycić konwój francuski, a równocześnie osłonić własny, zmierzający do portów brytyjskich z Indii Zachodnich.

## Operacje przed bitwą

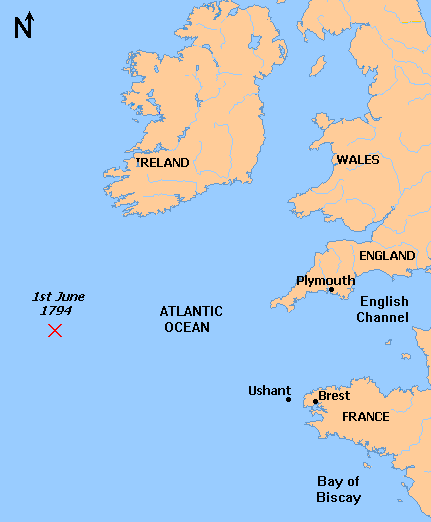
Miejsce bitwy 1 czerwca 1794

Dla wzmocnienia ochrony konwoju, Francuzi wysłali z Rochefort eskadrę wadm. Josepha-Marie Nielly'ego (5 okrętów), która miała go eskortować do chwili spotkania sił głównych. Brytyjczycy z kolei skierowali na poszukiwanie konwoju 6 liniowców wiceadmirała George'a Montagu. 
Eskadra Nielly'ego 10 maja rozproszyła angielski konwój z Nowej Fundlandii, paląc 30 statków i zdobywając fregatę "Castor". 16 maja główne siły francuskie, dowodzone przez adm. Louisa Thomasa Villaret de Joyeuse'a wypłynęły z Brestu, po drodze nakazując dołączenie eskadrze Nielly'ego. Flota francuska cierpiała z powodu złego wyćwiczenia załóg, a przede wszystkim z braku kadr oficerskich. Większość oficerów królewskiej marynarki francuskiej pochodziła z arystokracji i została skazana na śmierć lub więzienie, lub wygnana przez rewolucjonistów.
19 maja pod Brest przybył Howe z 26 liniowcami i zorientowawszy się, że Francuzi już wypłynęli, ruszył za nimi w pościg. 25 maja zniszczył dwa francuskie patrolowce, a 28 maja jego siły przednie ciężko uszkodziły wielki liniowiec Révolutionnaire, który zdołał jednak wycofać się do Brestu.

## Bitwa

Uderzenie floty brytyjskiej na francuską rankiem 1 czerwca 1794

29 maja Howe ścigał wycofujących się w kierunku baz Francuzów; przewlekłe walki trwały cały dzień, bez rozstrzygnięcia, choć dwa następne francuskie okręty musiały, uszkodzone, wycofać się. 30 maja sztorm zapobiegł działaniom. Howe nakazał swoim kapitanom działać zdecydowanie, nie przestrzegać dokładnie zaleceń taktyki liniowej, lecz podejść jak najbliżej okrętów nieprzyjaciela (do których właśnie dołączyły siły Nielly'ego).
1 czerwca licząca 25 okrętów flota brytyjska, znajdująca się na nawietrznej, ruszyła na liczącą 26 okrętów flotę francuską. Villaret de Joyeuse usiłował w nocy zwiększyć dystans między flotami, ale mu się to nie powiodło. Brytyjskie liniowce nie manewrowały eskadrami, lecz każdy indywidualnie podszedł do linii francuskiej i otworzył ogień mierząc w kadłuby przeciwnika (a nie, jak zazwyczaj, w takielunek, by go unieruchomić). Bitwa stała się chaotyczna i zajadła, poszczególne okręty toczyły indywidualne pojedynki.
Po południu z ciężko uszkodzonych 11 francuskich liniowców, 6 zdobyli Anglicy, a 5 uratował, dzięki energicznym działaniom, de Joyeuse (choć okręt jego otrzymał 500 trafień i stracił 300 ludzi). Brytyjczycy musieli odesłać kilka najciężej uszkodzonych liniowców do portu. Francuzom udało się uniknąć  eskadry Montagu i 11 czerwca weszli do Brestu. 13 czerwca dotarł tam konwój ze zbożem.
Howe odniósł zdecydowane zwycięstwo taktyczne, ale Villaret de Joyeuse uratował konwój ze zbożem, co pozwoliło na ulżenie głodującej Francji.